# غريزغورز تومالا
غريزغورز تومالا (بالبولندية: Grzegorz Tomala) هو لاعب كرة قدم بولندي في مركز حراسة المرمى، ولد في 6 سبتمبر 1974 في غليفيتسه في بولندا. شارك مع منتخب بولندا لكرة القدم. أما مع النوادي، فقد لعب مع .